# Grantiella picta
Grantiella picta е вид птица от семейство Meliphagidae, единствен представител на род Grantiella. Видът е световно застрашен, със статут Уязвим.

## Разпространение
Видът е разпространен в Австралия.